# Walinjom Fombad Tenjericha Muna
Walinjom Fombad Tenjericha Muna, né en 1946,est un médecin et cardiologue camerounais. Il est originaire du département de la Momo,dans la région du Nord-Ouest du Cameroun.
Walinjom Muna a occupé de nombreux postes importants tout au long de sa carrière. Il a été professeur de médecine et de cardiologie, ainsi que président de la société camerounaise de cardiologie, de la société panafricaine de cardiologie et de la société Internationale d’hypertension artérielle du noir. Il a également été président du comité ministériel de lutte contre la corruption au ministère de l’enseignement supérieur, président du comité d’éthique du centre International de référence Chantal Biya et directeur général adjoint de l’hôpital général de Yaoundé. De plus, il a été chef de département de médecine et spécialités à la Faculté de médecine et des sciences biomédicales (FMSB) de l’université de Yaoundé I.
Walinjom Muna a également occupé le poste de président du conseil d’administration de la clinique Daniel Mina Mémorial  et a été le premier rédacteur en chef de la revue Health Sciences and Diseases.

## Enfance et études
Walinjom Fombad Tenjericha Muna, né en 1946, originaire du département de la Momo, région du Nord-Ouest, Cameroun. Cinquième enfant d'une fratrie de 8 enfants dont Bernard Muna, Akere Muna et Ama Tutu Muna. Son Père Salomon Tandeng Muna était le Premier ministre du Cameroun occidental du 11 janvier 1968 au 20 mai 1972, également vice-président de la République fédérale du Cameroun de 1970 à 1972 et président de l'Assemblée nationale du Cameroun de 1973 à 1988.
Walinjom Muna a obtenu une maîtrise en biochimie de la Washington State University à Pullman, Washington, en 1969. Il a ensuite poursuivi ses études et a obtenu simultanément un doctorat en médecine en 1973 et un doctorat de l'Université de Washington à Seattle. Il était membre du American College of Cardiology (FACC). Le professeur Muna a effectué une résidence en médecine interne au service Osler de l’hôpital Jonhs Hopkins à Baltimore (1974-1976), a étudié la cardiologie au HLBI/NIH à Bethesda, Maryland, USA (1976-1977) et à l’hôpital universitaire d’Yale-New Haven (1977-1979). Il a également été membre de plusieurs groupes de travail internationaux pour l’Académie nationale des sciences et l’Institut de médecine des États-Unis.
expert et conseiller de l’OMS en matière de maladies cardiovasculaires. Il a participé à plusieurs groupes de travail et conférences locaux, régionaux, continentaux et internationaux sur la lutte antitabac.

## Carrière professionnelle
Walinjom Fombad Tenjericha Muna  a été chef du département de médecine interne à la FMSB, directeur adjoint de l’hôpital général de Yaoundé de 1988 à 1996, coordonnateur du centre national de l’hypertension et de diabète. Il est membre fondateur de l’académie des sciences du Cameroun et président de son forum sur la santé publique. Il a été président des entités suivantes: le comité national d’épidémiologie du Cameroun, le comité d’éthique du centre de recherche international Chantal Biya, le groupe consultatif technique de l’OMS sur la santé en ligne, la société camerounaise de cardiologie, de la société panafricaine de cardiologie, la société internationale d’hypertension artérielle du noir, le Comité Ministériel de Lutte contre la Corruption au Ministère de l’Enseignement Supérieur et  la commission de contrôle du tabac pour l’Afrique. Il a dirigé l’élaboration d’une législation antitabac complète pour le Cameroun. Il est l'auteur de plusieurs publications scientifiques dans des revues mondialement connues touchant divers sujets tels que la cardiologie, tabacologie, la santé publique, le e-health, l'éthique médicale et bien d'autres,,,,,.

## Distinction et récompenses
Le Cameroun lui a attribué les médailles de commandeur et de grand officier de l’ordre national de la valeur.

## Décès
Walinjom Fombad Tenjericha Muna est décédé le 24 février 2019 à l’hôpital américain de Neuilly-sur-Seine des suites de maladie.